# Tractat d'amistat i cooperació reforçada entre Espanya i França
El Tractat d'amistat i cooperació reforçada entre el Regne d'Espanya i la República Francesa (castellà: Tratado de amistad y cooperación reforzada entre el Reino de España y la República Francesa), també conegut com a Tractat de Barcelona, és un tractat internacional que regeix el desenvolupament de les relacions bilaterals entre Espanya i França. Va ser signat el 19 de gener de 2023 al Palau Nacional de Barcelona entre els presidents Pedro Sánchez i Emmanuel Macron, en representació del govern espanyol i francès, respectivament.
El text consta d'un preàmbul i deu títols, que representen un total de 36 articles. Mentre que el preàmbul recull els principis rectors de la relació bilateral, les finalitats del tractat i el marc de desenvolupament d'aquestes, el desè i últim títol està format per una sèrie de disposicions finals. El tractat té per objectiu l'aprofundiment de la cooperació i coordinació estratègica, inclosa la cooperació transfronterera.

## Rebuig català
La decisió d'hostatjar la 27a cimera francoespanyola i la consegüent signatura del Tractat de Barcelona desfermà una gran polèmica a Catalunya. En primer lloc, atès que l'acte fou vist com una perpetuació de la humiliació política, social i territorial que s'hi produí amb el Tractat dels Pirineus del 1659, que suposà la partició del Principat de Catalunya entre aquestes dues potències i la cessió de la Catalunya del Nord a França sense ni tan sols consultar les Corts Catalanes. En segon lloc, per la minorització històrica a ambdós estats de la llengua catalana i les reivindicacions catalanes d'autodeterminació, l'elecció fou vista com una estratègia del Govern d'Espanya per mostrar internacionalment un apaivagament institucional respecte el procés independentista català. En tercer lloc, per l'actitud del Departament dels Pirineus Orientals de mantenir tancat el pas fronterer del Coll de Banyuls d'ençà del 2021, fet que havia impossibilitat durant any i mig la fluïdesa del trànsit veïnal entre l'Alt Empordà i el Rosselló. I en última instància, perquè el president de la Generalitat de Catalunya, Pere Aragonès, havia demanat de ser-hi present, però no rebé cap resposta oficial, per la qual cosa la seva presència va quedar, finalment, circumscrita només a l'acte protocol·lari d'amfitrió i de benvinguda.
L'acte de signatura, que ocupà la jornada al matí al Palau Nacional i al vespre al Museu Picasso de Barcelona, topà amb diverses manifestacions per tota la ciutat i també talls a l'AP-7. La més multitudinària, concentrada a les Quatre Columnes de Puig i Cadafalch, aplegà de manera unitària, segons els convocants, fins a 30.000 assistents i corrents de l'independentisme català. Pel que fa al Museu Picasso, se n'hagué de blindar policialment tot l'entorn, malgrat que això no evità grans xiulades i escridassades i diverses càrregues físiques dels Mossos d'Esquadra contra els manifestants.